# ريونوسوكي كوساكا
ريونوسوكي كوساكا (باليابانية: 草鹿龍之介)‏ (25 سبتمبر 1892 في طوكيو - 23 نوفمبر 1971 ) عسكري من اليابان.